# Cité des Sports (métro de Doha)
Cité des Sports (en arabe : المدينة الرياضية, en anglais : Sport City) est une station sur la Ligne Or du Métro de Doha.

## Histoire
La station est mise en service le 21 novembre 2019.

## À proximité
- Khalifa International Stadium